# ظاهرة ستيوارت هولمز
ظاهرة ستيوارت هولمز هي ردة فعل تظهر عند دفع الشخص بأحد أطرافه عائقاً أو مقاومةً ثم إزالة ذلك العائق فجأة. إن الأطراف عادة تتحرك مسافةً قصيرة بعد إزالة العائق باتجاه الدفع، وبعدها مباشرة تقوم العضلات المعاكسة لحركة الدفع بالانقباض مرجعة الطرف بالاتجاه المعاكس.
تظهر ردة الفعل هذه في الأطراف السليمة التي لا تعاني من أية أمراض أو اعتلالات، وتزيد ردة الفعل شدة في فرط التوتر التشنجي، بينما قد يشير اختفاء هذه الظاهرة (أي انعدام رد الفعل المعاكس) إلى وجود اعتلال في المخيخ، ولذا فمعرفة الظاهرة مفيد في توجيه التشخيص في كلتا الحالتين.
ذكرت الظاهرة أول مرة في ورقة بحثية نشرها جوردون هولمز وتوماس ستيوارت عام 1904، إلا أن الظاهرة اكتسبت اسمها عام 1917 عند نشر هولمز ورقة أخرى.